# Riki LeCotey
Riki LeCotey, también conocida como Riddle, es una cosplayer, modelo y diseñadora de vestuario canadiense afincada en Estados Unidos. Algunos la consideran una de las mejores cosplayers de América del Norte o incluso del mundo.

## Carrera
LeCotey ha estado haciendo cosplay durante más de una década y ha sido jueza de cosplay e invitada especial en muchas convenciones de fanáticos en los Estados Unidos y en todo el mundo, incluidos países como Dubai, Irlanda, Chile y el Reino Unido. Fue miembro principal del elenco en ambas temporadas del reality show del canal Syfy Heroes of Cosplay en 2013 y 2014. Ha trabajado como clienta especializada en películas como X-Men: Primera Generación y Capitán América: Civil War, y apareció en el documental de PBA de 2012 Cosplay: Crafting a Secret Identity. También es la creadora de un grupo benéfico, Cosplay for a Cause, cuyo primer proyecto recaudó más de 30.000 dólares para la Cruz Roja Japonesa después del tsunami de 2011.

## Filmografía

### Vestuario
| Año  | Título                            | Notas          |
| ---- | --------------------------------- | -------------- |
| 2011 | Big Mommas: Like Father, Like Son | Película       |
| 2011 | X-Men: Primera Generación         | Película       |
| 2016 | Capitán América: Civil War        | Película       |
| 2016 | Free State of Jones               | Película       |
| 2017 | Spider-Man: Homecoming            | Película       |
| 2018 | Avengers: Infinity War            | Película       |
| 2018 | Ant-Man y la Avispa               | Película       |
| 2019 | Avengers: Endgame                 | Película       |
| 2019 | El hijo                           | Película       |
| 2019 | Godzilla: King of the Monsters    | Película       |
| 2019 | Watchmen                          | 7 episodios    |
| 2020 | The Glorias                       | Película       |
| 2020 | Amazing Stories                   | 1 episodio     |
| 2020 | Dos balas muy perdidas            | 7 episodios    |
| 2020 | Hillbilly, una elegía rural       | Película       |
| 2021 | Loki                              | 3 episodios    |
| 2022 | Ms. Marvel                        | 6 episodios    |
| 2022 | Cobra Kai                         | 10 episodios   |
| 2022 | Werewolf by Night                 | Especial de TV |
| 2022 | She-Hulk: Attorney at Law         | 9 episodios    |
| 2022 | Black Adam                        | Película       |

### Como actriz
| Año  | Título                          | Papel          | Notas        |
| ---- | ------------------------------- | -------------- | ------------ |
| 2010 | Paula Peril: The Invisible Evil | Reportera #1   | Cortometraje |
| 2014 | The Adventures of Paula Peril   | Reportera #1   | Película     |
| 2019 | Sailor Moon Fan Film            | Sailor Mercury | Cortometraje |